# 伯奈兹河
伯奈兹河（法語：Benaize，法語發音：[bənɛz]）是法國的河流，位於該國中部，屬於昂格蘭河的左支流，河道全長79公里，流域面積582平方公里，平均流量每秒5立方米，發源自拉蘇泰賴訥附近，最終注入伯奈兹河畔圣伊莱尔以北。

## 外部連結
- http://www.geoportail.fr （页面存档备份，存于）
- Sandre数据库中的伯奈兹河